# Vivara

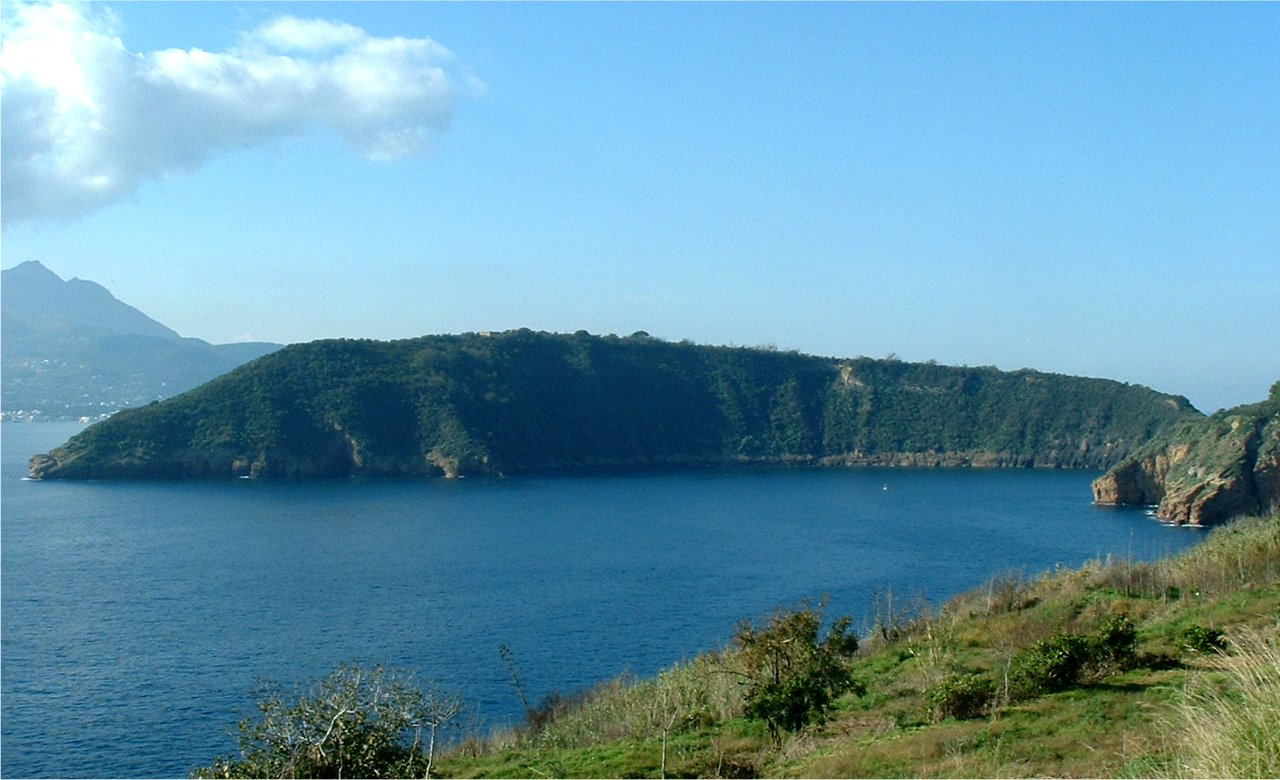
Het eiland Vivara vanaf Procida

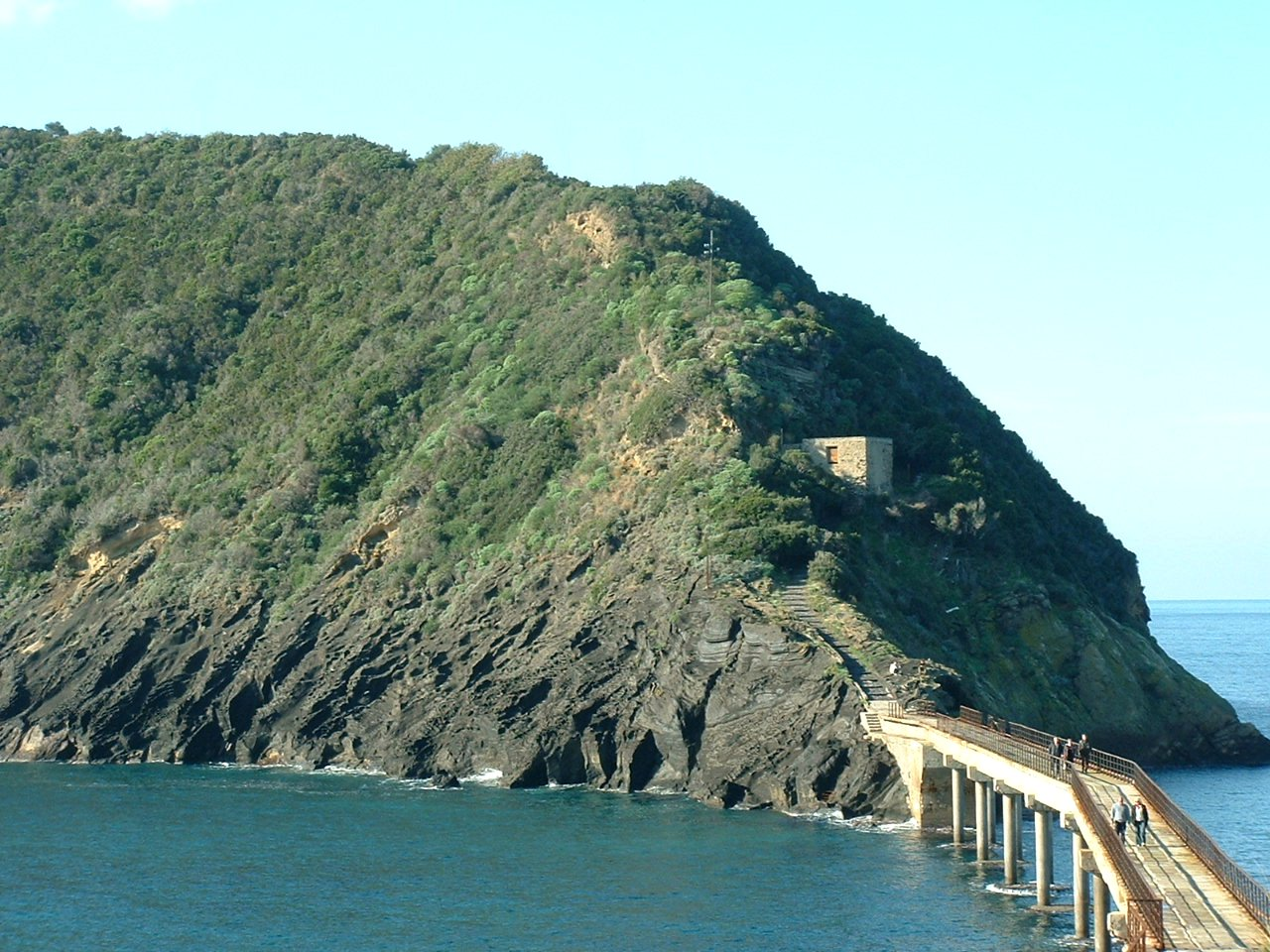
Smalle brug tussen Procida en Vivara.

Vivara (Italiaans: Isola di Vivara) is een relatief klein Italiaans eiland in de Golf van Napels. Het is een van de Flegreïsche Eilanden en behoort daarmee tot de Campanische Archipel.
Waar de naam Vivara precies vandaan komt, wordt betwist. Er wordt beweerd dat het afkomstig is van het Latijnse vivarium, dat "plek waar levende dieren leven" betekent. In veel oude documenten wordt het eiland Bivaro genoemd. Dit woord is van Keltisch-Saksische oorsprong en betekent bever. Veel taalkundigen hechten meer aan deze etymologische verklaring. Een derde theorie is dat Vivara zou afstammen van de eerste eigenaar van het eiland, een zeventiende-eeuwse hertog van Bovino, Giovanni Guevara.
Het hoogste punt van het eiland, dat de vorm van een halve maan heeft en ruim 35 hectare groot is, ligt op een hoogte van 110 meter boven de zeespiegel en ligt midden op het eiland. Het geheel is een beschermd natuurgebied en is via een smalle brug verbonden met het eiland Procida. Het valt ook onder de gemeente Procida. De uiterste punten van het eiland zijn het Punta di Mezzogiorno in het zuiden en het Punta di Capitello in het noorden, dat ligt tegenover het eiland Procida. Bij het Punta d'Alaca, in het westen, is het kanaal van Ischia het smalst. Het meest oostelijke punt aan de steile oostkust heet La Carcara.
Het eiland is net als de overige Flegreïsche Eilanden van vulkanische oorsprong. Eigenlijk is het de westelijke rand van een vulkaankrater, waarvan het zuidelijke deel richting Santa Margherita op het eiland Procida onder water gedompeld is. In de Romeinse tijd waren Vivara en Procida in het noorden nog met elkaar verbonden via een smalle klif; deze is thans verdwenen. De baai tussen beide eilanden wordt Golfo di Genito genoemd.